# استراتوس آپوستولاکیس
استراتوس آپوستولاکیس (یونانی: Στράτος Αποστολάκης؛ زادهٔ ۱۷ مهٔ ۱۹۶۴) بازیکن فوتبال اهل یونان بود.
از باشگاه‌هایی که در آن بازی کرده‌است می‌توان به باشگاه فوتبال المپیاکوس، باشگاه فوتبال پاناتینایکوس، و باشگاه فوتبال پانتولیکوس اشاره کرد.
وی همچنین در تیم ملی فوتبال یونان بازی کرده‌است.